# Bodenkirchen

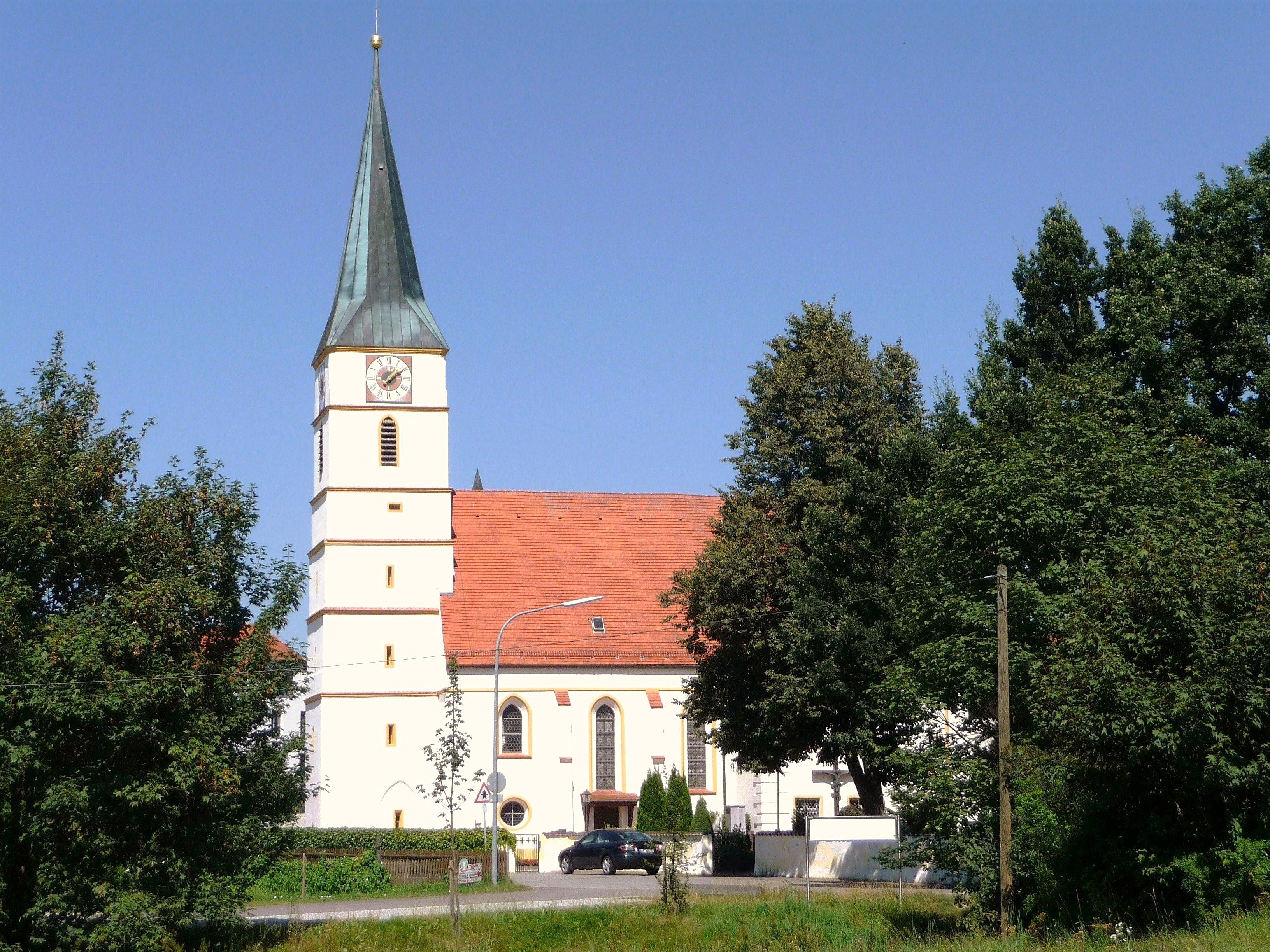
Die Pfarrkirche St. Johannes der Täufer in Bodenkirchen

Bodenkirchen ist eine Gemeinde und ein Pfarrdorf im niederbayerischen Landkreis Landshut.

## Geografie

### Geografische Lage
Der gleichnamige Hauptort liegt im südlichen Landkreis Landshut knapp 30 Kilometer von Landshut sowie jeweils zehn Kilometer von Vilsbiburg und von Neumarkt-St. Veit im oberbayerischen Landkreis Mühldorf entfernt. Bodenkirchen besitzt in Aich nahe der B 299 eine Haltestelle an der Bahnlinie von Landshut nach Mühldorf.

### Nachbargemeinden
- Vilsbiburg
- Schalkham
- Wurmsham
- Schönberg (Landkreis Mühldorf)
- Egglkofen (Landkreis Mühldorf)
- Velden
- Gangkofen (Landkreis Rottal-Inn)

### Gemeindegliederung
Es gibt 80 Gemeindeteile:
- Aich
- Altfaltersberg
- Bach
- Barting
- Bauernseiboldsdorf
- Binabiburg
- Binastorf
- Bodenkirchen
- Bonbruck
- Breitreit
- Buch
- Burg
- Einsiedlhof
- Ellenbogen
- Emiching
- Ensbach
- Froschau
- Furth
- Gansenöd
- Gassau
- Gelting
- Geratsfurt
- Götzdorf
- Grabing
- Grienzing
- Grub
- Grubhof
- Grubloh
- Hainzing
- Hargarding
- Hasam
- Haumpolding
- Haunzenbergersöll
- Hauslweid
- Hilling
- Himmelreich
- Hinteröd
- Höllmühle
- Hollreit
- Holzleiten
- Hörmannsdorf
- Hub
- Jesenkofen
- Kolbing
- Königsreuth
- Kremping
- Kresham
- Lehing
- Leitern
- Litzelkirchen
- Maierhof
- March
- Margarethen
- Maueröd
- Michlbach
- Möslreit
- Neuhof
- Oberndorf
- Oberscheuern
- Petzling
- Pfistersham
- Prölling
- Psallersöd
- Putzing
- Rafolding
- Rimberg
- Rothenwörth
- Samberg
- Scheiben
- Scherneck
- Sippenbach
- Stetten
- Thal
- Tiefenbach
- Treidlkofen
- Wagmannsberg
- Westenthann
- Wifling
- Willaberg
- Wimm

## Geschichte

### Bis zum 19. Jahrhundert
Aus vorgeschichtlicher Zeit haben sich ein jungsteinzeitliches Amulett von Haunzenbergersöll/Tal (8000 v. Chr., im Museum Vilsbiburg), linearbandkeramische Scherbenfunde bei Aich/Hub (4500 v. Chr.) und ein doppelt besiedeltes Grabhügelfeld im Wald bei Treidlkofen (1500 bzw. 750 v. Chr.).
Erstmals erwähnt wurde „Puobenchirchen“ bzw. „Pubenchirchin“, „Pobenchirchen“ und „Poinkirchin“ zwischen 1125 und 1141 aufgrund von Schenkungen. Puobo war vermutlich ein adeliger Grundherr mit einer Eigenkirche.
1482 erschien „Bodenkirchen“ als Obmannschaft im Amt Biburg des Landgerichtes Biburg (Vilsbiburg). Bei der statistischen Beschreibung 1752/1760 zählte die Obmannschaft Bodenkirchen 23 Anwesen. Die Kirche St. Johannes der Täufer war eine Expositurkirche der Pfarrei Aich. Weitere landgerichtsunmittelbare Obmannschaften im heutigen Gemeindegebiet waren Aich, Binabiburg, Treidlkofen, Scherneck, Margarethen sowie Bonbruck I und II. Niedergerichtsbezirke waren die Hofmarken Psallersöd, Langquart, Bonbruck, Haunzenbergersöll und Binabiburg. 1808 wurden die Hofmarken aufgelöst und erhielten wie die Obmannschaften einen gemeindeähnlichen Status.
1808/1811 wurde mit dem ersten Gemeindeedikt der Steuerdistrikt Bodenkirchen, bestehend aus drei Dörfern, einem Weiler und 18 Einöden 1820 die Gemeinde Bodenkirchen gebildet. Die Gemeinde Haunzenbergersöll kam nach einem Auflösungsverfahren 1828 zu Bodenkirchen.

### 20. Jahrhundert
Das Unternehmen Bulthaup wurde 1949 von Martin Bulthaup in Bodenkirchen gegründet.
Am 10. Juni 1983 wurde das neue Rathaus der Gemeinde im ehemaligen Schloss Bonbruck eingeweiht. Bis zum Jahre 1981 wurde es als Schulgebäude genutzt.

### Eingemeindungen
Im Zuge der Gebietsreform schlossen sich am 1. April 1971 die Gemeinden Aich, Binabiburg, Bodenkirchen und Bonbruck freiwillig zur Großgemeinde Bodenkirchen zusammen. Am 1. Mai 1978 wurde ein kleines Gebiet mit den Orten Gansenöd, Grub, Kremping, Lehing, March und Rafolding und weniger als 100 Einwohnern aus der Nachbargemeinde Wurmsham eingegliedert.

### Einwohner
Nach dem Bayerischen Landesamt für Statistik haben sich die Einwohnerzahlen jeweils zum 31. Dezember eines Jahres wie folgt entwickelt:
| Stand | Einwohner |
| ----- | --------- |
| 1960  | 3417      |
| 1970  | 3924      |
| 1980  | 4063      |
| 1990  | 4732      |
| 1995  | 5090      |
| 2000  | 5273      |
| 2005  | 5402      |

| Stand | Einwohner |
| ----- | --------- |
| 2006  | 5375      |
| 2007  | 5379      |
| 2008  | 5361      |
| 2009  | 5371      |
| 2010  | 5351      |
| 2011  | 5213      |
| 2012  | 5211      |

| Stand | Einwohner |
| ----- | --------- |
| 2013  | 5209      |
| 2014  | 5186      |
| 2015  | 5243      |
| 2016  | 5293      |
| 2017  | 5282      |
| 2018  | 5284      |

Seit 1972, dem Jahr der Gemeindereform, hat sich die Einwohnerzahl bis 2015 um 1290 Personen erhöht. Das entspricht einem Wachstum von 32,63 Prozent. In den letzten zehn Jahren schrumpfte sie um 2,46 Prozent. In den letzten fünf Jahren wurde ein Wachstum um 0,58 Prozent festgestellt.
| Alter         | Einwohner nach Alter |
| ------------- | -------------------- |
| jünger als 18 | 19,0 %               |
| 18 bis 29     | 13,8 %               |
| 30 bis 49     | 30,0 %               |
| 50 bis 64     | 19,4 %               |
| älter als 65  | 17,8 %               |

## Politik

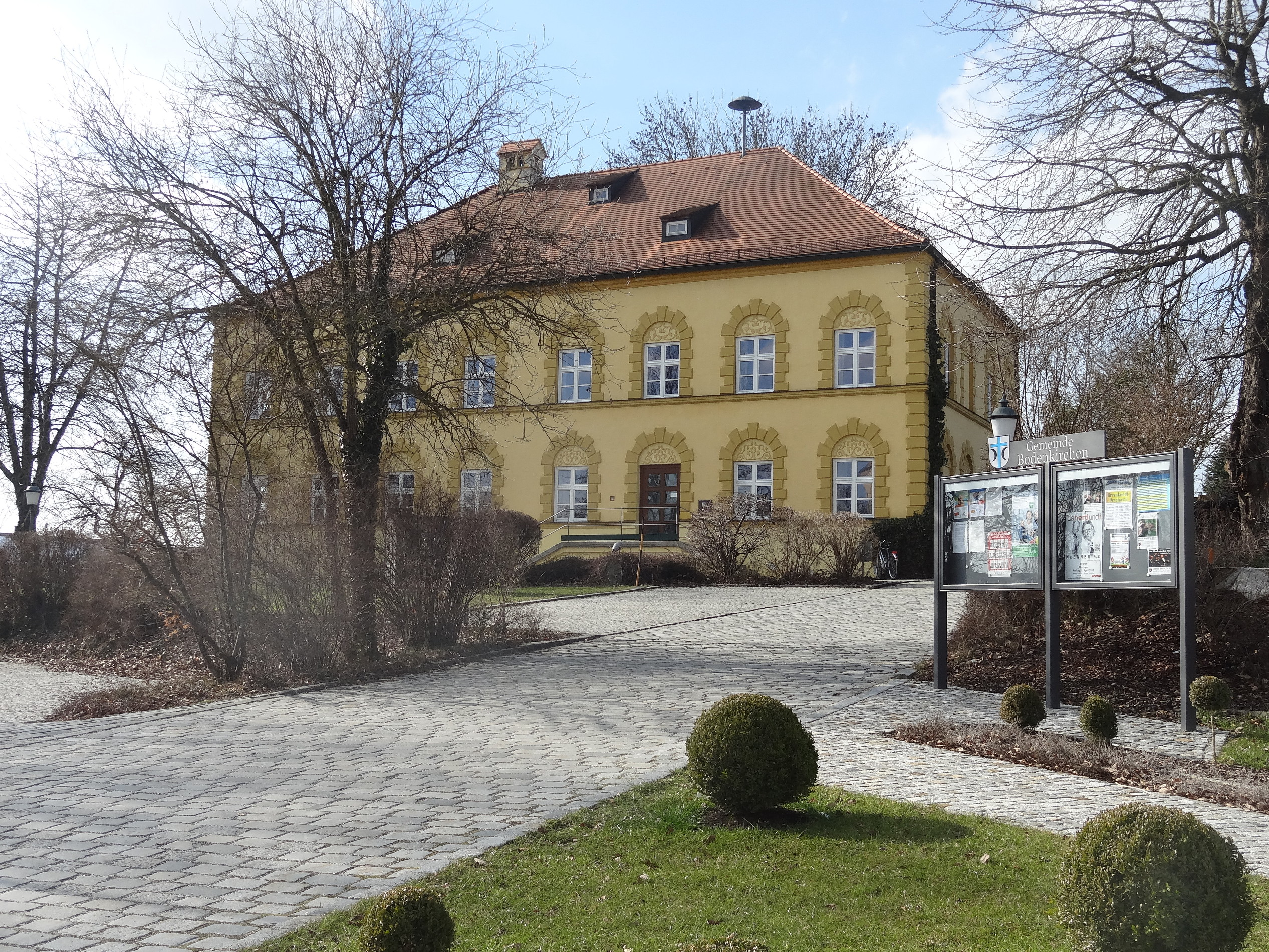
Rathaus im ehem. Schloss Bonbruck

Acht Monate nach dem Ende des Zweiten Weltkrieges fanden am 27. Januar 1946 die ersten Kommunalwahlen (Gemeinderatswahlen) in den kreisangehörigen Gemeinden Bayerns statt. In den Monaten April und Mai 1946 folgten die ersten Wahlen der Bürgermeister, Landräte und der Kreistage. 2006 wurde das 60-jährige Jubiläum begangen.

### Gemeinderat
Der Gemeinderat besteht aus 20 Personen. Nach der Kommunalwahl 2020 (zum Vergleich: Kommunalwahl 2014) sind darunter 17 (17) Männer und 3 (3) Frauen. Die Wahl führte zu folgender Sitzverteilung im Gemeinderat:
- CSU 4 (5) Sitze
- Freie Wählergemeinschaft Bodenkirchen 5 (5) Sitze,
- Überparteiliche Wählergemeinschaft Aich 3 (4) Sitze,
- Christliche Wählergemeinschaft Binabiburg 4 (3) Sitze,
- Wählergemeinschaft Bonbruck 4 (3) Sitze und

Bei der Gemeinderatswahl 2020 waren 4300 Bürger stimmberechtigt. 2744 davon haben an der Wahl teilgenommen, was einer Wahlbeteiligung von 63,8 Prozent entspricht.

### Bürgermeister
Seit 2008 ist Monika Maier (Freie Wählergemeinschaft) Erste Bürgermeisterin. Sie hatte bei den Kommunalwahlen 2008 Helmut Wimmer (Überparteiliche Wählergemeinschaft) in diesem Amt abgelöst. Bei den Kommunalwahlen 2014 wurde sie in ihrem Amt bestätigt. Bei der Wahl 2020 wurde sie mit 86,4 % der gültigen Stimmen erneut wiedergewählt.
| Amtszeit  | Bürgermeister |
| --------- | ------------- |
| 1971–2008 | Helmut Wimmer |

### Verwaltung
Die Gemeinde ist Mitglied in folgenden Zweckverbänden:
- Gewässerunterhaltungszweckverband Landshut-Kelheim-Dingolfing-Landau
- Regionaler Planungsverband Landshut
- Zweckverband zur Wasserversorgung der Binatal-Gruppe

Die Gemeindeverwaltung erbringt 304 verschiedene behördliche Leistungen.

### Wappen
| Wappen von Bodenkirchen | Blasonierung: „In Silber zwischen zwei abgekehrten schwarzen Halbmonden ein oben und unten durchgehendes blaues Kreuz.“ |
| Wappen von Bodenkirchen | Wappenbegründung: Die zwei abgekehrten Halbmonde stammen aus dem Wappen der Hau(n)zenberger zu Haunzenbergersöll, die als Ortsadlige und später Hofmarksherren vom 13. bis Anfang des 17. Jahrhunderts im Gebiet der bis 1828 selbstständigen Gemeinde Haunzenbergersöll begütert waren. Das Kreuz verweist auf den heiligen Johannes, den Patron der zwei Pfarrkirchen in der Gemeinde. Als Kirchensymbol ist es auch redendes Bild für den Gemeindenamen. |

Als inoffizielle Gemeindefahne wird eine weiß-blaue Flagge mit dem Gemeindewappen verwendet.

### Gemeindepartnerschaften
- Polen: Die Gemeinde Bodenkirchen hat seit dem 20. Oktober 2006 eine Partnerschaft mit der Gemeinde Chocz.

## Kultur und Sehenswürdigkeiten

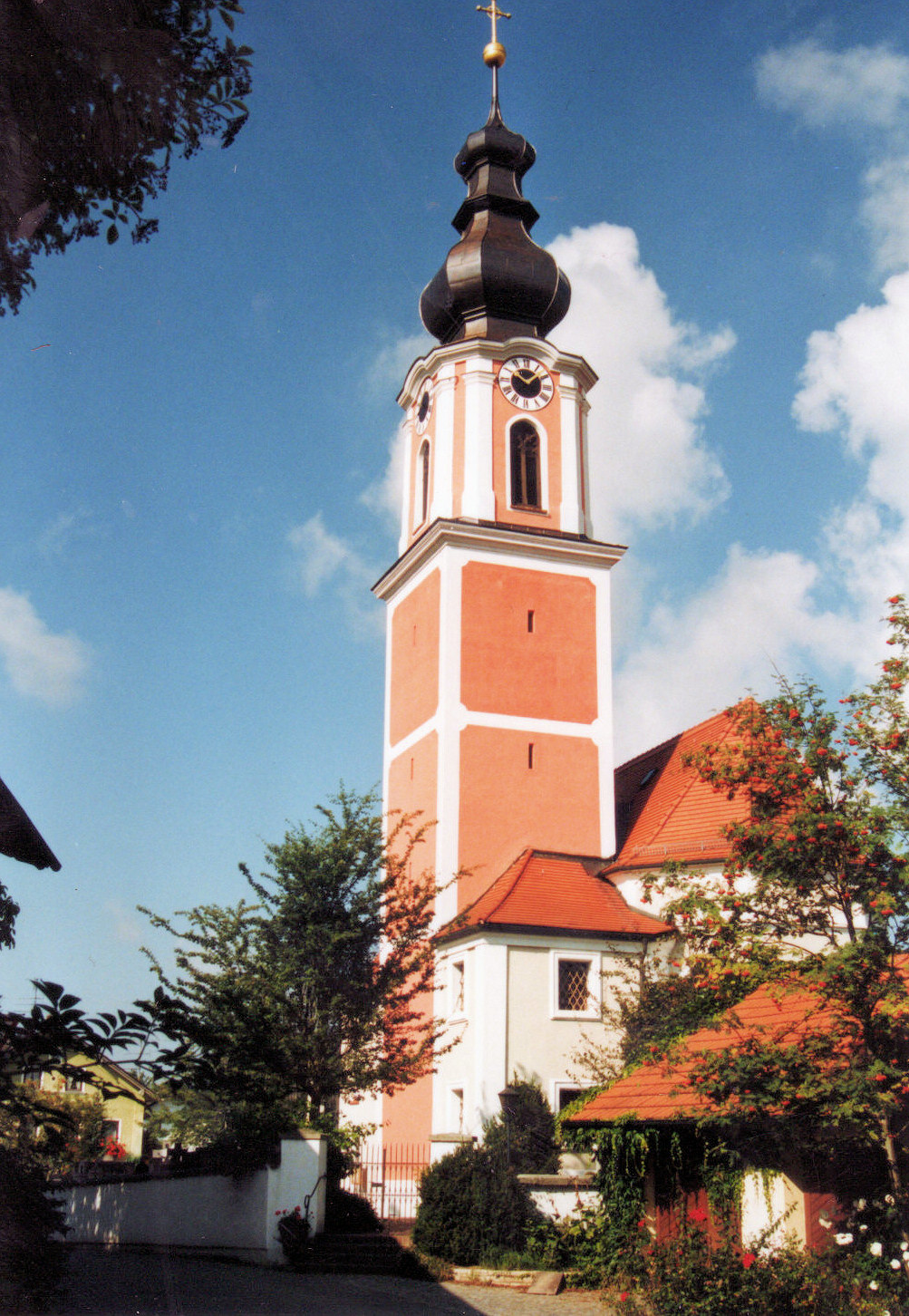
Die Pfarrkirche St. Johannes der Täufer in Haunzenbergersöll

- Die spätgotische Pfarrkirche St. Johannes der Täufer in Bodenkirchen stammt aus dem 15. Jahrhundert. In den 1960er Jahren wurde ein moderner Erweiterungsbau errichtet.
- In Binabiburg befindet sich die barocke Wallfahrtskirche St. Salvator auf dem Berg, eine 1710 bis 1730 erbaute Wandpfeilerkirche mit Fresken und Malereien sowie einem Hochaltar von 1730 bis 1740. Die Pfarrkirche St. Johann Baptist hat einen gotischen Chor und einen im Kern spätgotischen Turm; das Langhaus wurde 1698 neu errichtet.
- Die neugotische Pfarrkirche Mariä Himmelfahrt in Bonbruck wurde im Jahr 1892 erbaut. Der Chor ist im Kern spätgotisch und stammt aus dem 15. Jahrhundert. Möglicherweise wurde damals der Vorgängerbau von Hans Stethaimer oder einem anderen Vertreter der Landshuter Bauhütte errichtet.
- Die spätgotische Pfarrkirche St. Ulrich in Aich entstand in der Mitte des 15. Jahrhunderts. Sie hat einen barocken Turmhelm.
- Die spätgotische Kirche St. Ägidius in Michlbach wurde 1463 bis 1466 errichtet. Sie enthält eine Schnitzfigur der heiligen Maria mit Jesuskind um 1520 sowie geschnitzte Reliefs mehrerer Heiliger aus der Zeit um 1480/90.
- Die Pfarrkirche St. Ulrich in Treidlkofen aus dem 15. Jahrhundert wurde in der Mitte des 18. Jahrhunderts umgebaut und 1908 vergrößert.
- Die Pfarrkirche St. Johannes der Täufer in Haunzenbergersöll stammt aus der zweiten Hälfte des 15. Jahrhunderts. Der Turm wurde 1791 erhöht.

## Wirtschaft und Infrastruktur
In Folge einer entsprechenden Bewertung der Wirtschaftskraft der Gemeinde sind die Schlüsselzuweisungen von 441.132 Euro im Jahr 2019 um 15,2 Prozent auf 508.328 Euro für das Jahr 2020 gestiegen.
| Zuweisungen an        | Jahr    | Jahr    | Jahr | Jahr    | Jahr    | Jahr    |
| Zuweisungen an        | 2015    | 2016    | 2017 | 2018    | 2019    | 2020    |
| --------------------- | ------- | ------- | ---- | ------- | ------- | ------- |
| Gemeinde Bodenkirchen | 433.768 | 495.760 | 0    | 305.936 | 441.132 | 508.328 |

### Land- und Forstwirtschaft
| Betriebsgröße in ha | Anzahl der Betriebe | Anzahl der Betriebe |
| Betriebsgröße in ha | 1999                | 2010                |
| ------------------- | ------------------- | ------------------- |
| unter 5             | 17                  | 3                   |
| 5 bis unter 10      | 19                  | 14                  |
| 10 bis unter 20     | 52                  | 30                  |
| 20 bis unter 50     | 61                  | 34                  |
| 50 oder mehr        | 12                  | 21                  |
| Gesamt              | 161                 | 102                 |

### Ansässige Unternehmen
- Bulthaup in Aich: Produktion von Kücheneinrichtungen
- A. Weindl GmbH & Co.KG in Thal: Garten-, Landschafts- und Sportplatzbau
- Eberl Trocknungsanlagen GmbH

### Bauen und Wohnen
| Gemeindeteil      | Wohnbauflächen ausgewiesene Baugebiete | unbeplanter Innenbereich | ausgewiesene gewerbliche Bauflächen | Ackerland |
| ----------------- | -------------------------------------- | ------------------------ | ----------------------------------- | --------- |
| Bodenkirchen      | 90 €                                   | 90 €                     |                                     | 6 €       |
| Bonbruck          | 90 €                                   | 90 €                     | 50 €                                | 6 €       |
| Binabiburg        | 95 €                                   | 95 €                     | 55 €                                | 6 €       |
| Aich              | 105 €                                  | 90 €                     |                                     | 6 €       |
| Hilling           | 85 €                                   | 85 €                     | 55 €                                | 6 €       |
| Margarethen       |                                        | 60 €                     |                                     | 6 €       |
| Rothenwörth       |                                        | 60 €                     |                                     | 6 €       |
| Haunzenbergersöll |                                        | 50 €                     |                                     | 6 €       |

## Bildung und Erziehung
- Volksschule Bodenkirchen (Grund- und Hauptschule)
- Grundschule Aich
- Sonderpädagogisches Förderzentrum Bonbruck
- Kindergarten St. Wolfgang in Bonbruck
- Naturkinderhaus Binawiese in Bodenkirchen
- Kinderkrippe und Kindergarten Kinderwelt St. Michael in Binabiburg

## Persönlichkeiten

### Ehrenbürger
- Helmut Wimmer (* 1944), ehemaliger Bürgermeister (verliehen am 12. Mai 2010)[22]

### Söhne und Töchter der Gemeinde
- Leonhard Atzberger (* 1854; † 1918), katholischer Theologe
- Karl Hausberger (1944–2024), deutscher katholischer Theologe und Hochschullehrer